# Circondario di Kolondiéba
Il circondario di Kolondiéba è un circondario del Mali facente parte della regione di Sikasso. Il capoluogo è Kolondiéba.

## Geografia antropica

### Suddivisioni amministrative
Il circondario di Kolondiéba è suddiviso in 12 comuni:
- Bougoula
- Fakola
- Farako
- Kadiana
- Kébila
- Kolondiéba
- Kolosso
- Ména
- N'Golodiana
- Nangalasso
- Tiongui
- Tousséguéla